# John Aiken
Sir John Alexander Carlisle Aiken KCB TEM (* 22. Dezember 1921 in Belfast, Nordirland; † 31. Mai 2005 in Westminster, City of Westminster, London) war ein britischer Luftwaffenoffizier der Royal Air Force, der zuletzt im Range eines Generals (Air Chief Marshal) zwischen 1976 und 1978 Air Member for Personnel im Luftwaffenstab und damit auch Mitglied des Luftwaffenausschusses (Air Force Board) des Verteidigungsministeriums war. Anschließend fungierte er von 1978 bis 1981 als Generaldirektor des Militärnachrichtendienstes CDI (Chief of Defence Intelligence).

## Leben

### Pilotenausbildung und Zweiter Weltkrieg
Aiken trat nach dem Besuch der Birkenhead School in die British Army ein und wurde während des Zweiten Weltkrieges am 2. November 1940 Leutnant (Second Lieutenant) im Linieninfanterieregiment Queen’s Own Cameron Highlanders. Etwas mehr als ein Jahr später wechselte er am 22. November 1941 vom Heer zur Royal Air Force Volunteer Reserve (RAFVR) und absolvierte als Leutnant (Pilot Officer) seine fliegerische Ausbildung. Nach seiner Beförderung zum Oberleutnant (Flying Officer) am 1. Oktober 1942 wurde er Pilot bei der zur Royal Auxiliary Air Force gehörenden No. 611 (West Lancashire) Squadron RAAF und nahm mit dieser Staffel an zahlreichen Luftkampfeinsätzen in Europa teil. 1944 wurde er schließlich Fliegerischer Kommandeur der No. 548 Squadron RAF, die in Südostasien und Australien eingesetzt war.

### Stabsoffizier in der Nachkriegszeit
Nach Kriegsende wurde Aiken 1946 Stabsoffizier im Hauptquartier des Angriffskommandos (RAF Fighter Command) und dort am 13. Juni 1947 als Berufssoldat (Permanent Commission) in RAF übernommen sowie zum Hauptmann (Flight Lieutenant) befördert, wobei die Kommissionierung und Beförderung auf den 1. September 1945 zurückdatiert wurden. Am 4. Juli 1947 wurde ihm die Territorial Efficiency Medal (TEM) verliehen. 1948 absolvierte er einen Ausbilderlehrgang an der Zentralen Flugschule (Central Flying School) und war anschließend als Fluglehrer QFI (Qualified Flying Instructor) am RAF College Cranwell tätig, der Offizierschule der britischen Luftstreitkräfte. Nach seiner Beförderung zum Major (Squadron Leader) am 1. Januar 1950 wurde er Kommandeur der Flugstaffel (Air Squadron) der University of Birmingham und war 1953 Absolvent des RAF Staff College Bracknell. Nach deren Abschluss wurde er am 29. März 1954 Persönlicher Adjutant des Kommandierenden Generals des RAF Fighter Command, Air Marshal Dermot Boyle.
Am 2. Januar 1956 übernahm Aiken seinen ersten Befehlsposten, als er als Nachfolger von Squadron Leader Edward Sismore Kommandeur (Commanding Officer) der No. 29 Squadron RAF wurde, einer mit Gloster Meteor-Jagdflugzeugen ausgestatteten Nachtjäger-Staffel auf dem Militärflugplatz RAF Tangmere. Als solcher erhielt er die erste Standarte der Staffel aus der Hand von Air Chief Marshal Dermot Boyle, der erst einen Tag zuvor am 1. Januar 1956 Chef des Luftwaffenstabes (Chief of the Air Staff) geworden war. Während dieser Zeit wurde er am 1. Juli 1956 zum Oberstleutnant (Wing Commander) befördert und am 2. Januar 1958 durch Squadron Leader William Harbison abgelöst. Er absolvierte im Anschluss ab Januar 1958 einen Lehrgang am Joint Service Staff College (JSSC) und fand danach ab dem 29. März 1958 Verwendung als Stabsoffizier für Luftoperationen im Hauptquartier der Alliierten NATO-Streitkräfte in Nordeuropa AFNORTH (Allied Forces Northern Europe).
Am 29. August 1960 wechselte Aiken als stellvertretender Leiter der Nachrichtendienst-Abteilung in den Luftwaffenstab und erhielt dort am 1. Januar 1961 seine Beförderung zum Oberst (Group Captain). Anschließend übernahm er am 4. November 1963 den Posten als Kommandeur des Luftwaffenstützpunktes RAF Finningley sowie am 1. Dezember 1964 als Leiter der Nachrichtendienst-Abteilung im Luftwaffenstab. Dort wurde er am 1. Juli 1965 auch zum Air Commodore befördert und verblieb auf diesem Posten bis Januar 1968. Am 10. Juni 1967 wurde er Companion des Order of the Bath (CB).

### Aufstieg zum Air Chief Marshal
Aiken absolvierte ab Januar 1968 einen Lehrgang am Imperial Defence College (IDC) in London und wurde am 1. Januar 1969 zum Generalmajor (Air Vice Marshal) befördert. Daraufhin übernahm er am 12. März 1969 den Posten als stellvertretender Oberkommandierender (Deputy Commander in Chief) der Luftstreitkräfte in der Bundesrepublik Deutschland (RAF Germany) und verblieb dort bis zum 8. März 1971. Anschließend bekleidete er zwischen dem 8. März 1971 und dem 25. Juni 1973 die Funktion als Leiter der Hauptabteilung Ausbildung der Luftwaffe und war zugleich ab dem 1. Juni 1972 in Personalunion Projektleiter für wirtschaftlichen Arbeitskräfteeinsatz (Manpower Economy Exercise). Am 2. Juni 1973 wurde er zum Knight Commander des Order of the Bath (KCB) geschlagen und führte fortan den Namenszusatz „Sir“.
Aiken wurde im Anschluss am 25. Juni 1973 als Nachfolger von Air Marshal Derek Hodgkinson neuer Oberbefehlshaber der britischen Streitkräfte auf Zypern BFC (British Forces Cyprus) sowie Kommandierender General (Air Officer Commanding-in-Chief) der Luftstreitkräfte im Nahen Osten NEAF (RAF Near East Air Force). Gleichzeitig war er auch Administrator der Königlichen Luftbasen Akrotiri und Dekelia auf Zypern. Eine Woche nach Antritt dieser Posten wurde er am 1. Juli 1973 zum Generalleutnant (Air Marshal) befördert. Während seiner dortigen Tätigkeit kam es zur türkischen Invasion und Besetzung Nordzyperns am 20. Juli 1974, in deren Folge er bis Ende August 1974 die Evakuierung von rund 20.000 britischen Staatsangehörigen aus Zypern organisierte. Am 31. März 1976 wurde die NEAF aufgelöst und die Aufgaben durch das Lufthauptquartier Zypern (Air Headquarters Cyprus) übernommen. Sein Nachfolger als Oberkommandierender der BFC wurde daraufhin Air Marshal Roy Austen-Smith, der zugleich auch Administrator der Königlichen Luftbasen Akrotiri und Dekelia SBAA (Sovereign Base Areas Administration).
Am 5. Juni 1976 wurde Aiken Nachfolger von Air Chief Marshal Neil Cameron als Air Member for Personnel und war damit bis zu seiner Ablösung durch Air Vice Marshal John Gingell am 25. Februar 1978 im Luftwaffenstab für Personalangelegenheiten zuständig. Kraft Amt war er als solcher auch Mitglied im Luftwaffenausschuss (Air Force Board) des Verteidigungsministeriums. Knapp einen Monat nach seiner Ablösung durch Air Vice Marshal Gingell schied er am 31. März 1978 aus dem aktiven militärischen Dienst aus.

### Chief of Defence Intelligence und Ruhestand
Im Anschluss übernahm Aiken 1978 als Nachfolger von Generalleutnant David Willison die Funktion als Generaldirektor des Militärnachrichtendienstes CDI (Chief of Defence Intelligence). Auf diesem Posten folgte ihm drei Jahre später Vizeadmiral Roy Halliday, der bisherige stellvertretende Chef des Verteidigungsstabes für Nachrichtendienste (Deputy Chief of the Defence Staff (Intelligence)).
Nach Beendigung seiner Tätigkeit als CDI engagierte sich Aiken zwischen 1981 und 1984 als Vorsitzender sowie anschließend von 1984 bis 1990 als Mitglied des Beirates der Denkfabrik Chatham House, dem Royal Institute of International Affairs. Darüber hinaus war er von 1984 bis 1985 sowie erneut zwischen 1987 und 1988 Präsident der Royal Air Forces Association (RAFA).
Aus seiner 1948 geschlossenen Ehe mit Pamela Bartlett gingen eine Tochter und ein Sohn hervor.